# Colocasia uniformis
Colocasia uniformis är en fjärilsart som beskrevs av Turati 1921. Colocasia uniformis ingår i släktet Colocasia och familjen Pantheidae. Inga underarter finns listade i Catalogue of Life.